# Václav Pšenička
Václav Pšenička starší (26. října 1906 Praha – 25. září 1961 Praha) byl československý a český vzpěrač, olympijský medailista z roku 1932 a 1936.

## Osobní život
Měl přezdívku Pšenda. Tímto ho dokonce titulovali v novinách.
S manželkou měl tři syny Václava (* 1931), Antonína a Emanuela (* 1946) a dceru.
Vychodil první žižkovskou základní školu na Komenského náměstí.
Vyučil se zámečníkem v Daňkovce.
Od roku 1929 pracoval u Elektrických podniků nejdříve jako smluvní šofér v Rustonce. Od roku 1936 byl v Elektrických podnicích zařazen jako kancelářský
podúředník v administrativním odboru tzv. referátu XV. V roce 1938 byl povýšen na oficiála a v roce 1946 na vrchního oficiála. V roce 1952 mu byl přiznán invalidní důchod a Dopravní podnik s ním rozvázal pracovní poměr.
V roce 1927 hrál několik ragbyových zápasů za I. Rugby Club Praha.
V roce 1935 se stal historicky prvním držitelem Ceny Jiřího Gutha-Jarkovského za rok 1934.

## Sportovní kariéra
Jako rodilý Žižkovák si chodil hrát k dnes již zaniklému Olšanskému rybníku na místo zvané "Savana" (dnes Parukářka). Byl nízkého vzrůstu, zavalitý, podsaditý, a protože ho ostatní kluci nebrali do fotbalového týmu, postával opodál a hrál si s kamením. Když ve věku 14 let začal zvedat nejtěžší savanské kameny vsadil se s klukama, že uzvedne 50 kg. Byl vzat do jedné z žižkovských hospod, kde měli činky vzpěrači těžkoatletického klubu Bivoj. Sázku prohrál, nezvedl činku s 50 kg ani menší činku s 35 kg. Od roku 1921 však začal chodit na tréninky zápasu řecko-římského. Talentem pro kontaktní sport neoplýval a po dvou letech zápasení mu starší kolega z týmu Václav Sochůrek navrhl aby se věnoval vzpírání.
Soutěží ve vzpírání se účastnil od roku 1924. Svůj první republikový titul získal v září 1926 jako člen KA Žižkov 1897 – opětovně vznikl sloučením žižkovských klubů Klub Atletů Bivoj a Klub Atletů Ctibor. Startoval ve váhové kategorii od 82,5 kg. V roce 1928 si bez větších komplikaci zajistit nominaci na olympijské hry v Amsterdamu a v červenci do Amsterdamu odjížděl jako držitel světového rekordu v disciplíně tah (111 kg). Výkonem 360 kg v trojboji byl favoritem na jednu z olympijských medailí společně s Francouzem Louisem Hostinem a Němcem Jakobem Vogtem. S týmem byli ubytovaní v Zandvoortu. V úvodní disciplíně tahu zvedl pouze 105 kg, když před turnajem vyhlásil útok na měsíc starý vlastní světový rekord. Ztrátu po první disciplíně v trhu a nadhozu nedohnal a obsadil dělené 4. místo. V olympijské soutěži poprvé zazářil tehdy ještě málo známý Epypťan Sajjid Nasír.
V květnu 1929 ohlásil přestup do SKEP Praha, což byl sportovní klub jeho zaměstnavatele Elektrických podniků vedený komisařem Voldánem. Přestup ze Žižkova 1897 do SKEPU byl zpečetěn od dalšího ročníku ligy 1930. Ambiciózní plány SKEPU však vzali brzy za své kvůli prohlubující se ekonomické krizi. Od roku 1929 stále častěji koketoval s vyšší váhou kategorii nad 82,5 kg. Shazování mu činilo potíže s udržením potřebné síly a bylo hlavní příčinou jeho neúspěchu na olympijských hrách v Amsterdamu. Sportovní veřejnost ho však od změny váhové kategorie zrazovala. Byl nízkého vzrůstu cca 170 cm, vážil 86 kg a proti svému největšímu domácímu soupeři Jaroslavu Skoblovi st. ztrácel v tělesné hmotnosti přes 30 kg.

### Letní olympijské hry 1932
V roce 1932 byl druhý v rakingu ČOV olympijských naději za Františkem Doudou a cestu na olympijské hry v Los Angeles mu tak hradil ČOV z vybraných darů (sbírek). Do nominace v červnu se podařilo vybrat 70 000 Kč a bylo předběžně vybráno pouze 5 reprezentantů – lístek na zaoceánskou loď stál v průměru 10 500 Kč, ale podařilo se vyjednat slevu v rámci německé olympijské výpravy. Československé vládní orgány do sbírky nepřispěly. Do Spojených států cestoval 10. července lodí Europa z německého Bremerhavenu. Do New Yorku připlul 17. července a do Los Angeles přijel vlakem 22. července. V soutěži nad 82,5 kg startovalo 31. července pouze šest vzpěračů. Většina závodníků si cestu do Los Angeles kvůli hospodářské krizi nemohla dovolit, mezi nimi i suverén těžké váhy Egypťan Sajjid Nasír nebo Estonec Arnold Luhaäär. Medailové naděje obou domácích závodníku zhasli po první disciplíně tahu. Soutěž se rovněž nepovedla Francouzi Marceli Dumoulinovi. Souboj o medaile se tak zúžil na něho, Jaroslava Skoblu st. a bavorského restauratéra, obhájce zlaté olympijské medaile Josefa Straßbergera. Po tahu ztrácel se Skoblou na Němce shodně 12,5 kg. Po tahu snížil Straßbergerův náskok na 5 kg a byl 2,5 kg druhý před Skoblou. Ve třetí disciplíně nadhozu Němec s vypětím sil vzepřel na třetí pokus 142,5 kg a ukončil soutěž s výsledkem 377,5 kg v trojboji. Pšenička se Skoblou se však teprve chystali na první pokus. Pšenička napodruhé vzepřel 142,5 kg a dostal se díky nižší tělesné hmotnosti v trojboji před Němce Straßbergera. Skobla bez potíží založil na 150 kg. Pšenička musel zariskovat a zvedl váhu na 152,5 kg. Ta však byla nad jeho síly a ukončil soutěž se shodným výsledkem 377,5 kg v trojboji s Němcem Straßbergerem. Aby se stal olympijský vítězem, Skobla nesměl vzepřít na 152,5 kg. Skobla však zachoval chladnou hlavu, vzepřel 152,5 kg a odsunul Pšeničku na druhé místo a zisk stříbrné olympijské medaile. Poprvé v historii tak stáli na stupních vítězů na prvním a druhém místě dva Češi. Tento na české podmínky ojedinělý počin se podařilo zopakovat až po 89 letech střelcům Jiřímu Liptákovi a Davidu Kosteleckému.

### Světová extratřída
V roce 1933 vynechal mistrovství Evropy v Essenu kvůli soutěžení v pětiboji (trojboj + jednoručky). V roce 1934 vybojoval titul mistra Evropy v kategorii nad 82,5 kg v italském Janově. Cestu pro titul mistra Evropy nebyla opět po finanční stránce jednoduchá. Na cestu do Janova vyhlásil Československý svaz těžké atletiky (ČsSTA) veřejnou sbírku, do které však nikdo ze státních organizací a podniků nepřispěl. Celou výpravu do Janova tak zafinancoval Závodní výbor zaměstnanců Elektrických podniků hl. m. Prahy prostřednictvím sbírky mezi svými zaměstnanci.
V červnu 1936 překonal v pražském Karlíně nejlepší světový výkon v trojboji výkonem 407,5 kg. Na srpnové olympijské hry v Berlíně odjížděl jako hlavní favorit na zlatou olympijskou medaili. Ve své nejsilnější disciplíně tahu však zaostal o 10 kg za domácím Němcem Josefem Mangerem a bučící, pískající publikum mu dovolilo tento Němcův náskok v dalších dvou disciplínách snížit pouze o 2,5 kg. Výkonem 402,5 kg v trojboji získal druhou stříbrnou olympijskou medaili. Jako odměnu za olympijskou medaili dostal od pražské radnice osobní přídavek k měsíční mzdě.
V březnu 1937 porazil v Londýně v interním souboji domácího vzpěrače Ronalda Walkera. V dubnu prozatím odmítl souboj s Josefem Mangerem v Mnichově kvůli přípravám na turné po Sovětském svazu. Zdali k tomuto turné skutečně došlo dobový tisk neuvádí. Údajně byly pouze zaslány instruktážní filmy. Každopádně po druhé světové válce měl Pšenička starší u sovětských vzpěračů značný respekt, ze kterého těžil v tréninku jeho nejstarší syn Václav. V září skončil opět druhý za suverénním Němce Mangerem na po letech obnoveném mistrovství světa v Paříži. Peníze na cestu se podařilo po dlouhé době sehnat přímo od vlády – ministerstvo zahraničí dalo 3000 Kč. Němce Mangera porazil v osobním souboji v listopadu při reprezentačním utkání Československo vs. Německo v těžké atletice (vzpírání + zápas řecko-římský) v Lucerně. Důvodem snadného vítězství 405 kg ku 280 kg byl neúspěch Mangera v disciplíně trhu, když se nesrovnal s technikou na specifické čince. V prosinci odmítl jet s reprezentací k odvetnému utkání do Stuttgartu čím přiživil spekulace o svém přestupu k profesionálům. Vzápětí však vydal stanovisko, že je zraněný a zůstává nadále amatérem.
V roce 1938 se dostal do existenční krize kvůli snížení platu na 700 Kč u Elektrických podniků a přestoupil k profesionálům. Jeho podnikový oddíl SKEP definitivně ukončil činnost odboru těžké atletiky. V závěru roku 1938 startoval ještě jako amatér na mistrovství republiky poprvé v barvách AFK Stráže bezpečnosti. V roce 1939 měl několikrát nastoupit k profesionálním zápasům v "Dostálově aréně" – de facto cirkusový program. V květnu téhož roku však požádal o reamaterizaci, kterou mu ČsSTA v poměru 12:6 schválil. Od roku 1940 startoval v lize opět za svůj mateřský oddíl Bivoj. V období Protektorátu však k žádným mezistátním soubojům nedocházelo. Po druhé světové válce v roce 1945 se již vzpírání aktivně nevěnoval. Trenérskými radami pomáhal svým synům a zájemcům co přišli k němu domů na návštěvu. Patřili mezi ně i přední sovětští vzpěrači.
V roce 1953 časopis Květy uvedl, že jej trápí zhoršující se revma a nemůže se aktivně věnovat trenérské práci. Byla to daň, kterou si vzal trénink ve skromných podmínkách. Trénoval v nevytápěných hospodských sálech a hospodskou stravu měl zdarma za pomoc za manipulaci s pivními sudy. Zemřel předčasně 25. září 1961 ve věku nedožitých 55 let.
Václav Pšenička jako sportovec měl všechny ty správné vlastnosti amatérského sportovce. Soutěživý ale čestný a skromný. Ochotný druhému sportovci poradit a přát mu úspěch. Měl na svou dobu precizní techniku v tahu a v nadhozu. I přes finanční problémy si po řadu let dokázal udržet špičkovou formu. Neměl výsledkové výkyvy. V tomto byl zcela odlišný typ sportovce než jeho hlavní rival Jaroslav Skobla st.. Jeho světový rekord v tahu 111 kg z června 1928 vydržel dlouhé čtyři roky. Neoficiálně jako druhý vzpěrač historie po Němci Josefu Mangerovi (401,5 kg) překonal v roce 1936 hranici 400 kg v olympijském trojboji.

### Výsledky
| Rok                | Místo                       | Kategorie      | Tah (kg)       | Tah (kg)       | Tah (kg)       | Tah (kg)       | Trh (kg)       | Trh (kg)       | Trh (kg)       | Trh (kg)       | Nadhoz (kg)    | Nadhoz (kg)    | Nadhoz (kg)    | Nadhoz (kg)    | Trojboj (kg)   | P.               |
| Rok                | Místo                       | Kategorie      | 1              | 2              | 3              | P.             | 1              | 2              | 3              | P.             | 1              | 2              | 3              | P.             | Trojboj (kg)   | P.               |
| Olympijské hry     | Olympijské hry              | Olympijské hry | Olympijské hry | Olympijské hry | Olympijské hry | Olympijské hry | Olympijské hry | Olympijské hry | Olympijské hry | Olympijské hry | Olympijské hry | Olympijské hry | Olympijské hry | Olympijské hry | Olympijské hry | Olympijské hry   |
| ------------------ | --------------------------- | -------------- | -------------- | -------------- | -------------- | -------------- | -------------- | -------------- | -------------- | -------------- | -------------- | -------------- | -------------- | -------------- | -------------- | ---------------- |
| 1928               | Amsterdam, Nizozemsko       | –82,5 kg       | 100            | 105            | 105            | 1.             | 100            | 105            | 110            | 3.             | 130            | 135            | 135            | 6.             | 335            | 4.               |
| 1932               | Los Angeles, Spojené státy  | +82,5 kg       | 110            | 112,5          | —              | 2.             | 110            | 115            | 117,5          | 1.             | 147,5          | 147,5          | 152,5          | 2.             | 377,5          | Stříbrná medaile |
| 1936               | Berlín, Německá říše        | +82,5 kg       | 122,5          | 127,5          | 127,5          | 3.             | 117,5          | 122,5          | 125            | 2.             | 150            | 155            | 155            | 4.             | 402,5          | Stříbrná medaile |
| Mistrovství světa  |                             |                |                |                |                |                |                |                |                |                |                |                |                |                |                |                  |
| 1937               | Paříž, Francie              | +82,5 kg       |                |                | 125            |                |                |                | 125            |                |                |                | 155            |                | 405            | Stříbrná medaile |
| Mistrovství Evropy |                             |                |                |                |                |                |                |                |                |                |                |                |                |                |                |                  |
| 1929               | Vídeň, Rakousko             | –82,5 kg       |                |                | 102,5          |                |                |                | 105            |                |                |                | 140            |                | 347,5          | Stříbrná medaile |
| 1930               | Mnichov, Výmarská republika | –82,5 kg       |                |                | 100            |                |                |                | 105            |                |                |                | 132,5          |                | 337,5          | 4.               |
| 1931               | Lucemburk, Lucembursko      | +82,5 kg       |                |                |                |                |                |                |                |                |                |                |                |                | 362,5          | 4.               |
| 1934               | Janov, Italské království   | +82,5 kg       |                |                | 120            |                |                |                | 120            |                |                |                | 145            |                | 385            | Zlatá medaile    |
| 1935               | Paříž, Francie              | +82,5 kg       |                |                | 120            |                |                |                | 112,5          |                |                |                | 150            |                | 382,5          | Bronzová medaile |